# طلعت حسين
طلعت حسين هو ممثل باكستاني (وحمل سابقاً جنسية الراج البريطاني)، ولد سنة 1940 بدلهي في الهند. من الجوائز التي نالها جائزة نگار ‏ وفخر الأداء.

## جوائز
- جائزة نگار [الإنجليزية]‏
- فخر الأداء

## وصلات خارجية
- طلعت حسين على موقع IMDb (الإنجليزية)
- طلعت حسين على موقع قاعدة بيانات الفيلم (الإنجليزية)